# Dromaeolus sculpturatus
Dromaeolus sculpturatus är en skalbaggsart som först beskrevs av Blackburn 1885.  Dromaeolus sculpturatus ingår i släktet Dromaeolus och familjen halvknäppare. Inga underarter finns listade i Catalogue of Life.